# Gamengrundseen
Gamengrundseen este o arie protejată (arie specială de conservare — SAC, sit de importanță comunitară — SCI) din Germania întinsă pe o suprafață de 166,48 ha, integral pe uscat.

## Localizare
Centrul sitului Gamengrundseen este situat la coordonatele 52°40′56″N 13°51′41″E / 52.6822°N 13.8614°E.

## Înființare
Situl Gamengrundseen a fost declarat sit de importanță comunitară în august 2004.

## Biodiversitate
Situată în ecoregiunea continentală, aria protejată conține 1 habitat natural: Lacuri eutrofice naturale cu vegetație de tip Magnopotamion sau Hydrocharition.
La baza desemnării sitului se află un număr nedeclarat de specii protejate.